# Бове, Даниеле
Даниеле Бове́ (итал. Daniel Bovet; 23 марта 1907, Флёрье (фр.), кантон Невшатель — 8 апреля 1992, Рим) — итальянский фармаколог швейцарского происхождения. Эсперантист с рождения.
Иностранный член Лондонского королевского общества (1962), Французской академии наук (1964).
Лауреат Нобелевской премии по физиологии и медицине (1957).

## Биография
Окончил медицинский факультет Женевского университета в 1929 году. В 1929—1947 годах — ассистент Пастеровского института в Париже. В 1947—1964 годах возглавлял отдел химиотерапии в Высшем институте здоровья (ит.) в Риме. В 1964—1971 годах — профессор фармакологии в итальянском Университете Сассари (ит.). С 1971 года — профессор Римского университета.

## Основные труды
Основные труды посвящены изучению зависимости между химическим строением и фармакологическим действием веществ. Одним из первых раскрыл механизмы антибактериального действия сульфаниламидных препаратов. Установил закономерности строения курареподобных и антигистаминных соединений, определяющие их действие.

## Награды и премии
- Кавалер Большого креста ордена «За заслуги перед Итальянской Республикой» (14 октября 1966 года)[9].
- Великий офицер ордена «За заслуги перед Итальянской Республикой» (2 июня 1959 года)[10]
- Нобелевская премия по физиологии и медицине 1957 года.

## Сочинения
- Structure et activité pharmacodynamioue des médicaments du systéme nerveux végetatif, Bóle, 1948 (совм. с F. Bovet-Nitti)
- Curare and curarelike agents, Arnst., 1959 (соавтор).